# Związek Producentów Audio Video
Związek Producentów Audio Video, ou simplesmente ZPAV, é uma associação comercial que representa as gravadoras da Polônia. Está associada ao IFPI.